# Milk (film)
Milk je americký hraný film z roku 2008, který režíroval Gus Van Sant. Film líčí život politika a aktivisty Harveye Milka v letech 1972–1978.

## Děj
Harvey Milk se rozhodne se svým přítelem Scottem Smithem přestěhovat z New Yorku do San Francisca do čtvrti Castro obývané početnou homosexuální komunitou. Prosazuje se zde za práva homosexuálů a rozhodne se angažovat se přímo v politice. Jeho kandidatury však ztroskotají. Milk v roce 1977 opětovně kandiduje na úřad městského rady. Během předvolební kampaně se začne jeho vztah s Mexičanem Jackem Lirou. Milk je zvolen a bojuje proti omezením týkající se homosexuálů. Protestuje proti chystanému referendu, které by homosexuálním učitelům mohlo zakázat učit. Dojde k názorovému střetu s radním Danem Whitem, který následně zastřelí Milka a starostu George Moscona.

## Obsazení
| Sean Penn       | Harvey Milk             |
| Emile Hirsch    | Cleve Jones             |
| Josh Brolin     | Dan White               |
| James Franco    | Scott Smith             |
| Diego Luna      | Jack Lira               |
| Alison Pill     | Anne Kronenberg         |
| Lucas Grabeel   | Danny Nicoletta         |
| Victor Garber   | starosta George Moscone |
| Denis O'Hare    | senátor John Briggs     |
| Joseph Cross    | Dick Pabich             |
| Howard Rosenman | David Goodstein         |
| Brandon Boyce   | Jim Rivaldo             |
| Jeff Koons      | Art Agnos               |

## Ocenění
- Satellite Award: nominace v kategoriích nejlepší drama, nejlepší herec v hlavní roli (Sean Penn), nejlepší herec ve vedlejší roli (James Franco), nejlepší filmová hudba (Danny Elfman), nejlepší originální scénář (Dustin Lance Black) a nejlepší režie (Gus Van Sant)
- National Board of Review: cena pro nejlepšího herce ve vedlejší roli (Josh Brolin)
- Los Angeles Film Critics Association: cena pro nejlepšího herce v hlavní roli (Sean Penn)
- Oscar: nejlepší herec v hlavní roli (Sean Penn) a nejlepší originální scénář (Dustin Lance Black); nominace v šesti dalších kategoriích: nejlepší film (producenti Dan Jinks a Bruce Cohen), nejlepší režie (Gus van Sant), nejlepší herec ve vedlejší roli (Josh Brolin), nejlepší filmová hudba (Danny Elfman), nejlepší kostýmy (Danny Glicker) a nejlepší střih (Elliot Graham)
- Zlatý glóbus: nominace pro nejlepšího herce v hlavní roli (Sean Penn)